# IC 2964
IC 2964 је ознака објекта на координатама са ректансцензијом 11h 49m 52,4s и деклинацијом + 12° 3" 1'. Открио га је Гијом Бигурдан, 12. априла 1899. Каснијим посматрањима на том положају није уочен никакав астрономски објекат.